# Фонтан на Мавъра
Фонтанът на Мавъра (на италиански: Fontana del Moro) е фонтан, намиращ се в южната част на пиаца Навона в Рим, Италия. Представя мавър, или африканец, стоящ в раковина, борейки се с делфин, обкръжен от четири тритона. Всичките статуи са поставени в басейн от розов мрамор.
Проектът на фонтана е на Джакомо дела Порта през 1575 г. Той е включвал скулптурите на делфин и четирите тритона. През 1653 г. е добавена статуята на мавъра, дело на Джовани Лоренцо Бернини. През 1874 г. по време на възстановителни работи, оригиналните статуи са преместени във Вила Боргезе и са заменени с копия.